# Barra do Rio Azul
Barra do Rio Azul là một đô thị thuộc bang Rio Grande do Sul, Brasil. Đô thị này có diện tích 147,571 km², dân số năm 2007 là 2035 người, mật độ 13,79 người/km².